# Octave Houdas
Octave Victor Houdas, né le 1er octobre 1840 à Outarville (Loiret) et mort le 5 décembre 1916 à Paris 16e, est un ethnographe, un traducteur et un professeur français, spécialiste d'arabe littéral, en poste à l'École des langues orientales de Paris dans la seconde moitié du XIXe siècle et au début du XXe siècle. Héritier de l’Orientalisme philologique, il est le premier à l'appliquer aux textes de l’islam africain. 

## Biographie
Accompagnant ses parents en Algérie, Octave Houdas y passe son baccalauréat puis y mène l'essentiel de sa carrière : nommé professeur de français au collège impérial d’Alger, il conquiert la chaire d’arabe en 1863. L'année suivante, les besoins de son enseignement le pousse à éditer le texte arabe de soixante-quatre sourates du Coran. En 1877, il est nommé à la chaire supérieure d'Alger. Ses publications de l'époque sont des manuels scolaires à succès. 
Il est nommé, à la suite de Jacques Auguste Cherbonneau, inspecteur général de l’enseignement de l’arabe en Algérie et Tunisie (inspecteur des Médersas dans lesquelles il impose l'usage de l'arabe classique). En 1880, il dirige la Section orientale de  l’École des Lettres d’Alger. Contesté par ses pairs, il quitte l'Algérie en 1881 pour la Tunisie où il accompagne Marie Joseph René Basset, de quinze ans son cadet, dans ses recherches archéologiques.
De retour en Algérie en 1882, il est nommé en 1884 à Paris, où il reçoit la chaire d’arabe vulgaire de l’Ecole des Langues orientales. Par contrecoup, il abandonne cette même année sa chaire de langue et de littérature arabe au profit de René Basset
Ses travaux s'orientent alors vers la traduction. Sa production court de la  Tuhfat al-Hukkam fi nukat al 'Ukud wa-l-ahkam (Traité de droit musulman) d'Ibn Asim  aux hadiths de Mouhammad al-Bukhârî en passant par des textes historiques musulmans, notamment ceux venant du Soudan (inconnus jusque-là des Occidentaux) ou du Niger. En correspondance avec Charles Barbier de Meynard, il propose alors une simplification de la typographie des textes arabes imprimés. Parmi ses autres publications de l'École des Langues Orientales, on remarque encore une histoire du Maroc, extraite d'Abou El Kacem Zayani et de l'histoire de la dynastie saadienne, ainsi qu'une histoire de la conquête de l'Espagne par Afâl Ibn El Qoûtiyya. 
En 1907, sa fille Alice épouse son élève préféré, l'africaniste Maurice Delafosse, qu'Houdas assiste dans ses travaux de traduction. 
Il enseigna également à l’École des Sciences Politiques.
Octave Houdas était membre résidant du Comité des travaux historiques et scientifiques et membre de la Société d'Ethnologie Française. Il est enterré à Boulogne-Billancourt, au Cimetière Pierre Grenier avec son gendre, sa fille et leurs enfants.

## Œuvres
- Octave Houdas, Histoire de Djouder le pêcheur, 1865 ; nouvelle traduction après celle de Cherbonneau et Thierry [lire en ligne (page consultée le 2626 décembre 2011)], re-publié chez Adolphe Jourdan, en 1908

- Octave Houdas, Cours élémentaire de langue arabe, Gavault Saint-Lager, 1875 puis 1879
- Octave Houdas, René Basset, Mission scientifique en Tunisie : 1882, Fontana, 1884
- Muḣammad ibn Muḣammad (alias Ibn ʻĀsim), Octave Victor Houdas, Félix Martel, Traité de droit musulman : La Tohfat d'Ebn Acem, Gavault Saint-Lager, 1882 - 918 pages
- Octave Victor Houdas, Ethnographie de l'Algérie, Adrien Maisonneuve, 1886 - 124 pages (Lien vers le document). Source: Bibliothèque nationale de France.
- Nozhet-elhadi. Histoire de la dynastie saadienne au Maroc. Par Mohammed Essighir Ben Elhadj Ben Abdallah Eloufrâni. (Texte arabe et traduction par Octave Houdas). Paris, E. Leroux, 1886.
- Octave Victor Houdas, Syllabaire de la langue arabe, Maisonneuve et C. Leclerc, 1889 - 44 pages
- Octave Houdas, Chrestomathie maghrébine, recueil de textes arabes inédits, avec vocabulaires, Ernest Leroux (Paris), 1891.
- Avec Marcellin Berthelot,   Chimie au moyen âge,  traduction des traités de Cratès, d'el-Habîb, d'Ostanès et de Djâbir ben Hayyân (1893).
- Avec William Marçais, Les traditions islamiques,  quatre volumes, Publication de l'Ecole des Langues orientales, 1903 à 1914 (al-Bukhari Muammad ibn Ism'l), Les traditions islamiques, réédition, BiblioBazaar, 2009, 682 pages (ISBN 1-117-63451-5 et 978-1-11763451-7)
- Muḥammad al-Ṣaghīr ibn al-Ḥājj, Muḥammad Ifrānī, Octave Houdas, Nozhet-Elhâdi : histoire de la dynastie saadienne an Maroc, 1511-1670, réédité par les Publications orientalistes de France, 1973.

- Histoire du sultan Djelal Ed-din Mankobirti par Mohammed en Nesawi, 1891-1895.
- (coll.), Centenaire de l'Ecole des langues orientales vivantes : Recueil de mémoires publié par les professeurs de l'école : 1795-1895 :  Octave Houdas, Un jurisconsulte musulman du IIIe siècle de l'Hégire, ENLOV / Imprimerie nationale, 1895in Fragments d'une histoire des études chinoises au XVIIIe siècle - Un jurisconsulte musulman du IIIe siècle de l'Hégire ( Sehnoûn) - La typographie dans les pays roumains.
- Octave Victor Houdas, Précis de grammaire arabe, J. André & Cie, 1897 - 261 pages.
- Abderrahman ben Abdallah ben'Imran ben 'Amir Es-Sa'di, Tarikh es-Soudan ou Chroniques de Tombouctou, texte arabe édité et traduit par O. Houdas avec la collaboration de Edm. Benoist. 2 volumes, 1898-1900 réédition de 1981 chez Adrien Maisonneuve :  (ISBN 978-2-7200-0495-7)
- Traduction du Tedhkiret en-Nisyân (1899-1901)

## Pages liées
- Jalal ad-Din Mankoberti
- Mohammed en Nesawi
- René Basset (linguiste)
- Maurice Delafosse